# Bethan Lewis
Ne doit pas être confondu avec Bethany Lewis.
Pas d'image ? Cliquez ici

b Matchs officiels uniquement.
Bethan Lewis, née le 19 février 1999, est une joueuse internationale galloise de rugby à XV évoluant au poste de deuxième ligne.

## Biographie
Bethan Lewis naît le 19 février 1999. En 2022 elle joue en club avec le Gloucester-Hartpury RFC. Elle compte 29 sélections en équipe du pays de Galles quand elle est retenue en septembre 2022 pour disputer la Coupe du monde en Nouvelle-Zélande.
À l'automne suivant, elle est au nombre des trente joueuses qui partent dans ce même pays participer au WXV 2023.

## Palmarès
- Vainqueur du Championnat d'Angleterre en 2023 et 2024.